# Источное (Красноперекопский район)
Исто́чное (укр. Істочне, крымскотат. İstoçnoye) — село в Красноперекопском районе Республики Крым, входит в состав Воинского сельского поселения (согласно административно-территориальному делению Украины — Воинского сельского совета Автономной Республики Крым).

## Население
| 2001 | 2014 | 2021 |
| ---- | ---- | ---- |
| 1039 | ↘723 | ↗819 |

Всеукраинская перепись 2001 года показала следующее распределение по носителям языка
| Язык             | Процент |
| ---------------- | ------- |
| русский          | 59.96   |
| крымскотатарский | 19.63   |
| украинский       | 18.96   |
| другие           | 0.58    |

### Динамика численности
| - 1805 год — 375 чел. - 1864 год — 11 чел. - 1915 год — 137 чел. - 1926 год — 208 чел. | - 1989 год — 885 чел. - 2001 год — 1039 чел. - 2009 год — 800 чел. - 2014 год — 723 чел. |

## Современное состояние
На 2017 год в Источном числится 10 улиц; на 2009 год, по данным сельсовета, село занимало площадь 119,6 гектара, на которой в 340 дворах проживало 800 человек, в Источном действуют общеобразовательная школа, фельдшерско-акушерский пункт, отделение Почты России. Село связано автобусным сообщением с райцентром и соседними населёнными пунктами.

## География
Источное расположено в центре района, на юго-западном берегу Кирлеутского озера, высота центра села над уровнем моря — 11 м. Ближайшие сёла: Магазинка в 2,5 км на юго-восток и Воинка примерно в 9 километрах, там же ближайшая железнодорожная станция — Воинка (на линии Джанкой — Армянск). Расстояние до райцентра — около 24 километров. Транспортное сообщение осуществляется по региональной автодороге 35Н-276 от шоссе Воинка — Магазинка (по украинской классификации — С-0-10705).

## История
На месте современного Источного существовало большое старинное татарское селение Одий-Кийгач. Первое документальное упоминание села встречается в Камеральном Описании Крыма… 1784 года, судя по которому, в последний период Крымского ханства Кыйгач входил в Кырп Баул кадылык Перекопского каймаканства.
После присоединения Крыма к России (8) 19 апреля 1783 года, (8) 19 февраля 1784 года, именным указом Екатерины II сенату, на территории бывшего Крымского Ханства была образована Таврическая область и деревня была приписана к Перекопскому уезду. После Павловских реформ, с 1796 по 1802 год, входила в Перекопский уезд Новороссийской губернии. По новому административному делению, после создания 8 (20) октября 1802 года Таврической губернии, Одий был включён в состав Джанайской волости Перекопского уезда.
По Ведомости о всех селениях, в Перекопском уезде состоящих с показанием в которой волости сколько числом дворов и душ… от 21 октября 1805 года, в деревне Одий числилось 53 двора, 375 жителей крымских татар, владел всем подпоручик Иван Каракаш. Видимо, жители вскоре покинули деревню, эмигрировав в Османскую империю, поскольку на карте 1817 года она не обозначена вовсе, а на картах 1836 и 1842 года — уже развалины деревни Оды.
Вновь в доступных источниках селение встречается в «Списке населённых мест Таврической губернии по сведениям 1864 года», составленном по результатам VIII ревизии 1864 года, согласно которому на монастырском хуторе Адий-Кийгач при соляном озере Керлеутском был 1 двор и 11 жителей. По Статистическому справочнику Таврической губернии. Ч.II-я. Статистический очерк, выпуск пятый Перекопский уезд, 1915 год, на хуторе Монастырский (или Одий-Кийгач) Воинской волости Перекопского уезда числилось 20 дворов (все дворы безземельные) с русским населением в количестве 137 человек приписных жителей, из которых 76 мужчин и 61 женщина. Жители землёй не владели, но за селением числилось 1117 десятина удобной земли. В хозяйствах имелось 116 лошадей и 31 корова.
После установления в Крыму Советской власти, по постановлению Крымревкома от 8 января 1921 года № 206 «Об изменении административных границ» была упразднена волостная система, Перекопский уезд переименовали в Джанкойский, в котором был образован Ишуньский район, в состав которого включили село, а в 1922 году уезды получили название округов. 11 октября 1923 года, согласно постановлению ВЦИК, в административное деление Крымской АССР были внесены изменения, в результате которых округа были отменены, Ишуньский район упразднён и село вошло в состав Джанкойского района. Согласно Списку населённых пунктов Крымской АССР по Всесоюзной переписи 17 декабря 1926 года, в селе Монастырка, Ново-Александровского сельсовета Джанкойского района, числилось 45 дворов, из них 43 крестьянских, население составляло 208 человек, из них 206 русских, 2 записаны в графе «прочие», действовала русская школа. Постановлением ВЦИК от 30 октября 1930 года был восстановлен Ишуньский район и село, вместе с сельсоветом, включили в его состав. Постановлением Центрального исполнительного комитета Крымской АССР от 26 января 1938 года Ишуньский район был ликвидирован и создан Красноперекопский район с центром в поселке Армянск (по другим данным 22 февраля 1937 года).
В годы Великой Отечественной войны, во время обороне Крыма в октябре 1941 года, в окрестностях села вели бои 157-й, 257-й стрелковых дивизий и 48-й кавалерийской дивизии 51-й армии. При освобождении Крыма в апреле 1944 года в этих местах воевали бойцы 79 танковой бригады 19-го танкового корпуса. Погибшие в тех боях, похороненных ранее на месте гибели, в 1963 году были торжественно перезахоронены в общую братскую могилу в центре села, на которой установили пирамидальный обелиск. Постановлением Совета министров Республики Крым № 627 от 20 декабря 2016 года памятник отнесён к категории объектов культурно-исторического наследия России регионального значения.
С 25 июня 1946 года Монастырка в составе Крымской области РСФСР, а 26 апреля 1954 года Крымская область была передана из состава РСФСР в состав УССР. К 1960 году Монастырку присоединили к Источному и включили в Воинский сельсовет(согласно справочнику «Крымская область. Административно-территориальное деление на 1 января 1968 года» — в период с 1954 по 1968 годы). По данным переписи 1989 года в селе проживало 885 человек. С 12 февраля 1991 года село в восстановленной Крымской АССР, 26 февраля 1992 года переименованной в Автономную Республику Крым. С 21 марта 2014 года в составе Крыма аннексировано Россией.
Село Источное существовало рядом с Монастыркой, но время его основания по доступным историческим документам пока не установлено — впервые упоминается по случаю присоединения к нему Монастырки.